# 210型破冰船
210型破冰船（海冰723號，後更名為海監111、海警1411，現名海警6401）是中國在1980年代初期為中國人民解放軍海軍建造的破冰船，為中國第一代現代化破冰艦。該艦也是唯一一艘210型破冰艦，北約稱其為「嚴冰級」（Yanbing class）。

## 設計
該艦可破除1.2公尺厚的冰層，具備北方艦隊寒帶水域航行與偵查能力。根據早年日本對中國情報艦的評估報告指出，該艦亦可能加裝電子偵察與監視設備，從事情報收集任務。

## 服役與改裝
該艦於1982年服役，原名「C723」，後更名為「海冰723號」，配屬於中國人民解放軍海軍北海艦隊，用於北方海域的破冰任務以及情報活動。2000年5月，該艦穿越津輕海峽，曾在對馬島海域進行為期一週的情報活動，引起日本抗議。
2012年底，海冰723號退役後轉交中國國土資源部中國海監北海總隊，改名為「海監111號」，並在釣魚台列嶼附近海域執行巡航任務。2013年起劃歸中國海警總隊，更名為「海警1411號」，後又改稱「海警6401號」。

## 現況
海警6401號仍然在役，作為中國海警中具破冰能力的特殊船艦之一，偶爾參與東海地區的執法與主權巡邏任務。